# Philipp Eichholtz

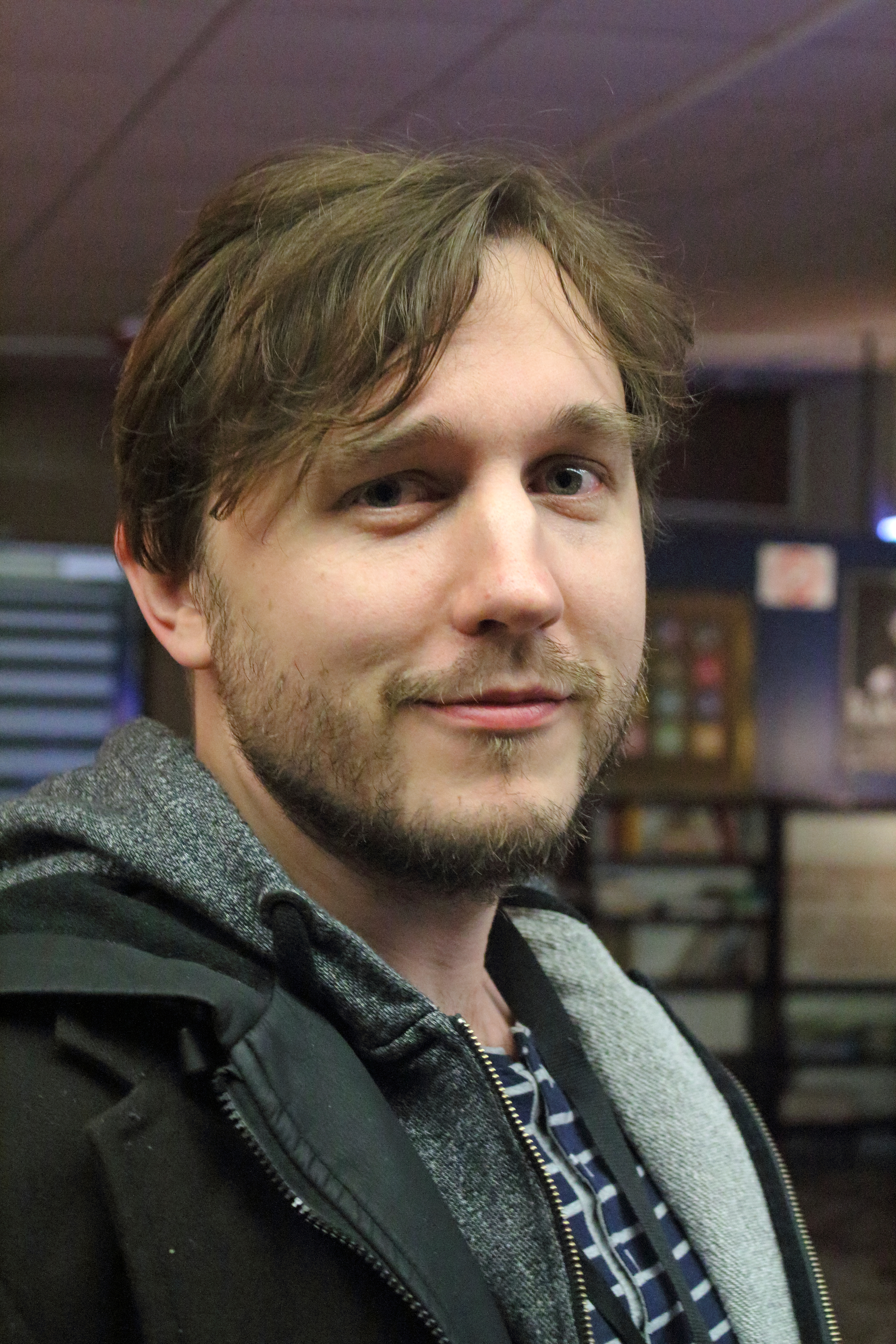
Philipp Eichholtz (2016)

Philipp Eichholtz (* 22. Oktober 1982 in Hildesheim) ist ein deutscher Filmregisseur, Drehbuchautor und Filmeditor.

## Biographie
Philipp Eichholtz wuchs in einem kleinen Ort nahe Osnabrück auf. Im Alter von 15 Jahren drehte er mit Schulfreunden seinen ersten Kurzfilm. In den folgenden acht Jahren realisierte er 23 weitere Projekte. 2005 gewann er mit dem 4-Minüter Der letzte Abend den Nachwuchspreis des Filmfestivals Hamm. Es folgten Einladungen zur Filmwerkstatt Wiesbaden und zum 19. European Media Art Festival. Zwischen 2006 und 2007 wurde er mit unterschiedlichen Arbeiten zu 17 weiteren Festivals eingeladen.
Im Sommer 2005 beendete Eichholtz erfolgreich seine Ausbildung als Editor. Seitdem lag der Fokus seines Schaffens auf Musikvideos, unter anderem für die Bands Kapelle Petra, Peilomat, The Intersphere, Global Kryner und Da Blechhauf’n. Bei den Videos übernahm Eichholtz in der Regel Konzeption, Regie und Schnitt. 2007 arbeitete er bei diversen Spielfilm- und Serienproduktionen als Assistent der Set-Aufnahmeleitung mit, darunter zwei Tatort-Produktionen des RBB.

## Werdegang
2008 drehte Philipp Eichholtz seinen ersten Langfilm Meine Daten und ich, in dem der Regisseur, Autor und Schauspieler Axel Ranisch als fiktiver Regisseur auftritt. Der Film, ein Dokumentarfilm mit Spielfilmelementen, entstand aus dem Gefühl heraus, dass viele der damals neuen Gesetze zur Terrorbekämpfung die Persönlichkeitsrechte aller Bundesbürger angreifen. Ab 2009 drehte er seinen zweiten Langfilm Untitled Jerry Schatzberg Project in New York und London. Der Dokumentarfilm befasst sich mit dem Leben der 1927 in New York geborenen Regie-Legende Jerry Schatzberg (Asphalt-Blüten) und dessen Kampf gegen das „Hollywood-System“.
Im Februar 2013 schrieb Eichholtz das Skript zum Film Liebe mich! mit Lilli Meinhardt, Christian Ehrich und Peter Trabner, den er im Sommer desselben Jahres mit einem geliehenen Budget von nur 4000 Euro umsetzte. Das Liebesdrama erfuhr seine Premiere bei den Hofer Filmtagen 2014 und startete im August 2015 im Kino. Eichholtz’ ebenfalls unabhängig produzierter zweiter Spielfilm, die Depressions-Tragikomödie Luca tanzt leise mit Martina Schöne-Radunski und Hans-Heinrich Hardt, erhielt 2016 eine Einladung zum Wettbewerb des Max Ophüls Preis. Beide Filme wurden 2017 in den Katalog der Online-Videothek Netflix aufgenommen.
Mit seinen ersten Kinofilmen etablierte sich Eichholtz als Vertreter des sogenannten German Mumblecore, einer Spielart des jungen, digitalen Kinos, deren Anhänger viel auf Improvisationen setzen und meist mit geringen oder gar keinen Produktionsbudgets auskommen. Seine ersten Filme drehte Eichholtz zwar nach dem „Sehr Gute Filme“-Manifest von Axel Ranisch, eine klare Zuordnung zum Mumblecore befördert der unabhängig agierende Filmemacher jedoch nicht.
2017 drehte Philipp Eichholtz seinen dritten Kinofilm Rückenwind von vorn mit Victoria Schulz, Aleksandar Radenkovic und Daniel Zillmann, der im Februar 2018 die Sektion Perspektive Deutsches Kino der Internationalen Filmfestspiele Berlin (Berlinale) 2018 eröffnete. Während des Festivals wurde Eichholtz vom US-Branchenmagazin Variety als einer der „10 Europeans to watch for 2018“ gewürdigt.
Ebenfalls 2018 feiert sein vierter Kinofilm Kim hat einen Penis – erneut mit Martina Schöne-Radunski und Christian Ehrich sowie mit Stella Hilb – seine Weltpremiere als Abschlussfilm der Reihe Neues Deutsches Kino beim Filmfest München 2018.

## Filmografie (Auswahl)
- 2008: Meine Daten und ich
- 2014: Liebe mich!
- 2016: Luca tanzt leise
- 2018: Rückenwind von vorn
- 2018: Kim hat einen Penis
- 2023: SOKO Leipzig
- 2023: Malibu – Mein Traum, dein Traum
- 2023: Blutige Anfänger